# 東南院 (奈良市)
東南院（とうなんいん）は、奈良県奈良市にあった東大寺の子院（院家）。東大寺大仏殿の東南方向（現在の東大寺本坊の地）にあった。尊勝院とともに東大寺の二大院家とされ、真言宗の拠点寺院であった。旧地は「東大寺東南院旧境内」として国の史跡に指定されている。

## 歴史
真言宗空海の開創と流布されるが、実際には醍醐寺開山に尽力した聖宝の創設とされる。貞観17年（875年）、聖宝が建立した薬師堂が東南院の起源である。延喜4年（904年）東大寺別当道義が佐伯氏の氏寺香積寺の建物を東大寺大仏殿東南の地に移して伽藍を整備した。
聖宝は醍醐寺において三論宗・真言宗兼学を標榜しており、その後も醍醐寺は密教である真言宗（東密）と顕教の三論宗を兼学せしめたが、東南院も三論宗と機軸としながら、真言宗を学ぶ僧侶も受け入れた。ここから、東大寺は華厳宗と三論宗を兼学する寺院として位置づけられるに至る。
中世において多くの東大寺別当を輩出したため、東大寺の根本宗ともいうべき華厳宗を継承する尊勝院とならび、東大寺の二大院家として存立していたが、その実体がいまだ不明な尊勝院に対して、後年東大寺別当関連史料を豊富に皇室へ献上したことからも判明する通り、東南院のほうが優勢であった。
明治以降は東大寺の本坊となっている。「東大寺東南院旧境内」として国の史跡に指定されているが、これは後醍醐天皇行在所としての指定である。